# Isabella Möller
Isabella Möller (* 4. Februar 1998 in Kassel) ist eine deutsche Fußballspielerin. Sie spielt für die Regionalligamannschaft des TSV Jahn Calden.

## Werdegang
Möller kam durch ihren Vater und Fußballtrainer Bernd Möller im Alter von vier Jahren zum Fußball. Ab 2003 spielte sie mit ihrem Zwillingsbruder Nico beim SV Kaufungen 07. Im Jahr 2011 wechselten sie zum OSC Vellmar.

### Vereine

#### 1. FFC Turbine Potsdam
2012 wurde Möller in die Jugend des 1. FFC Turbine Potsdam berufen. In der Saison 2014/15 holte sie mit der B-Jugend deren zehnte deutsche Meisterschaft. In der gleichen Saison absolvierte sie bei der Kaderschmiede des Vereins, der 2. Mannschaft, 10 Einsätze und erzielte drei Treffer in der 2. Bundesliga Nord.

#### 1. FFC Frankfurt
Am Ende der Saison 2014/15 kam es zum Bruch mit Turbine Potsdam, Möller unterschrieb beim 1. FFC Frankfurt. Offiziell im Kader des Bundesligateams geführt, kam sie in der Saison 2015/16 hier nur am letzten Spieltag zum Einsatz. Für die 2. Mannschaft (1. FFC Frankfurt II) absolvierte sie 17 Spiele in der 2. Bundesliga Süd 2015/16. 2017 beendete Möller bis auf weiteres ihre aktive Spielzeit und kehrte in ihre Heimat nach Kassel zurück.

#### TSV Jahn Calden
Rund drei Jahre nach ihrem letzten Einsatz für den 1. FFC Frankfurt kehrte Möller wieder in den Vereinsfußball zurück und schloss sich der Mannschaft des TSV Jahn Calden an. Sie spielt mit dem Verein aus dem Landkreis Kassel in der Regionalliga Süd.

### Nationalmannschaften
Juniorinnen
Von April 2011 bis Juni 2013 erzielte sie drei Tore in sieben Länderspielen für die U-15-Juniorinnen.
In den 12 Länderspielen der U-17-Juniorinnen (August 2014–Juli 2015), traf sie vier Mal und erreichte bei der U-17-Europameisterschaft 2015 in Island das Halbfinale.

## Sportliche Erfolge
als Vereinsspielerin
- Deutsche Meisterin der B-Juniorinnen 2015[2]

## Sonstiges
Sportschulen
Während ihrer Zeit in Potsdam (2012–2015) besuchte sie die Sportschule Potsdam „Friedrich Ludwig Jahn“ und lebte im angeschlossenen Internat. 2015 wechselte sie auf die Partnerschule des 1. FFC Frankfurt, der Carl-von-Weinberg-Schule, einer vom DFB ausgezeichneten Eliteschule und in das Sportinternat des OSP Hessen.